# Birr GAA
Birr GAA est un club sportif de l’association athlétique gaélique (GAA) situé dans la paroisse de Birr dans le comté d'Offaly.
De nombreuses équipes ont représenté Birr dans les années 1880 et 1890, mais le club actuel n'a été fondé qu'en 1909.

## Palmarès
- All-Ireland Senior Club Hurling Championships: 4
  - 1995, 1998, 2002, 2003
- Leinster Senior Club Hurling Championships: 7
  - 1991, 1994, 1997, 1999, 2001, 2002, 2007
- Offaly Senior Hurling Championships: 22
  - 1912, 1913, 1915, 1938, 1940, 1943, 1944, 1946, 1948, 1971, 1991, 1994, 1997, 1999, 2000, 2001, 2002, 2003, 2005, 2006, 2007, 2008